# Chuối ép dẻo
Chuối ép dẻo là một đặc sản của vùng sông nước miền Tây. Chuối ép dẻo có xuất xứ từ tỉnh Cà Mau và nổi tiếng nhất là làng nghề ở huyện Trần Văn Thới, với hơn 500 hộ làm nghề ép chuối dẻo phơi khô.

## Nguyên liệu
- Nguyên liệu chính là chuối xiêm thật già, vừa thu hoạch.
- Khuôn hình tròn, đường kính khoảng 20–30 cm dung để phơi chuối.

## Quy trình
- Đầu tiên phải "giú" cho chuối chín đều.
- Để chuối đạt chất lượng phải trải qua hai lần phơi: lần phơi đầu tiên lột vỏ chuối và để nguyên trái; lần phơi thứ hai ép khoảng 3-5 trái vào khuôn và phơi trong khoảng 2 ngày sao cho chuối vàng sậm là được.
- Lưu ý phải chọn những ngày nắng tốt. Thường người dân sẽ ép chuối vào khoảng tháng 11 đến cuối tháng 3 âm lịch vì đó là mua khô và thời gian rãnh rỗi nhất trong năm.